# Thérèse Blanchet
Thérèse Blanchet (født 22. maj 1962) er en fransk-schweizisk jurist, advokat og embedsmand, der siden 1. november 2022 har været generalsekretær for EU's ministerråd.
Fra 2019 til 2022 arbejdede hun som som generaldirektør for Rådet for Den Europæiske Unions juridiske tjeneste.

## References
1. ↑  "EU leaders tap new top powerbroker at the Council". POLITICO (engelsk). 2022-10-07. Hentet 2023-10-13.
2. ↑  Council of the European Union, General Secretariat. "Thérèse Blanchet appointed new Secretary-General of the Council".

| EU | Spire Denne artikel om EU er en spire som bør udbygges. Du er velkommen til at hjælpe Wikipedia ved at udvide den. |